# Индианола (Миссисипи)
Индианола (англ. Indianola) — город и административный центр округа Санфлауэр (Миссисипи, США). Согласно переписи 2010 года, население составляет 10 683 человека.

## История
В 1891 году Минни М. Кокс была назначена почтмейстером Индианолы, став первой чернокожей женщиной-почтмейстером в США. Недовольство белых людей этой ситуацией начало расти, и в 1902 году некоторые жители Индианолы составили петицию с требованием отставки Кокс. Джеймс К. Вардаман, редактор The Greenwood Commonwealth и сторонник превосходства белой расы, упрекал жителей города в том, что они «терпимо относятся к негритянской девице в качестве почтмейстера».
Расовая напряжённость росла, и угрозы физической расправы вынудили Кокс подать прошение об отставке. Инцидент привлёк внимание всей страны, и президент Теодор Рузвельт отказался принять отставку Кокс.
Рузвельт закрыл почтовое отделение Индианолы 2 января 1903 года и перенаправил почту в Гринвилл; Кокс продолжала получать зарплату. Она покинула Индианолу в целях собственной безопасности и не вернулась. В феврале 1904 года почта вновь открылась.

## География
Индианола находится в 48 км к западу от Гринвуда.

## Население
| Год переписи                              | Нас.  |  | %±     |
| ----------------------------------------- | ----- |  | ------ |
| 1890                                      | 249   |  | —      |
| 1900                                      | 630   |  | 153%   |
| 1910                                      | 1098  |  | 74,3%  |
| 1920                                      | 2112  |  | 92,3%  |
| 1930                                      | 3116  |  | 47,5%  |
| 1940                                      | 3604  |  | 15,7%  |
| 1950                                      | 4369  |  | 21,2%  |
| 1960                                      | 6714  |  | 53,7%  |
| 1970                                      | 8947  |  | 33,3%  |
| 1980                                      | 8050  |  | −10%   |
| 1990                                      | 11809 |  | 46,7%  |
| 2000                                      | 12066 |  | 2,2%   |
| 2010                                      | 10683 |  | −11,5% |
| 2020                                      | 9646  |  | −9,7%  |
| 1890–2020 — перепись населения. Источник: |       |  |        |